# Los Principios de la Gobernanza
Como resultado de múltiples trabajos realizados en varios continentes, varias escalas de gobernanza y áreas diferentes de acción pública, la Fondation Charles Léopold Mayer y sus socios, por su parte, han elaborado cinco principios que subyacen a la gobernanza. Los problemas de la gobernanza mundial pueden ser así analizados a la luz de estos principios.

## Legitimidad y enracinamiento de la práctica del poder
Este principio establece que "hace falta que los pueblos generen un sólido consentimiento respecto la forma en que son gobernados, que las personas que ejercen la autoridad sean considerados dignos de confianza, que los límites impuestos a las libertades privadas sean tan pequeños como sea posible, y que surjan claramente de las necesidades del bien común; que la organización de la sociedad se asiente sobre un fundamento ético reconocido y respetado";.
Es en el marco de un puñado de instituciones internacionales poco democráticas y sin una verdadera o completa legitimidad, que se toman decisiones muy importantes que afectan a la economía mundial, y ya no más a nivel de las instituciones representativas (estados o unidades territoriales menores cuyos dirigentes son elegidos directamente). Al mismo tiempo los esfuerzos de coordinación y de acción establecidos por estas instituciones (y específicamente por Naciones Unidas) se han mostrado insuficientes para suprimir o incluso reducir significativamente la pobreza, la injusticia y la desigualdad, o para llevar a cabo acciones para reducir la degradación medioambiental.
Según Jan Aart Scholte se produce un círculo vicioso entre desarrollo y legitimidad de las instituciones internacionales y de la gobernanza mundial. Este autor afirma que "(la) gobernanza mundial sigue siendo débil en su conjunto en comparación con las necesidades de la política pública mundial. Las lagunas en temas de moralidad, de fundamentos jurídicos, de suministros materiales, de reconocimiento democrático y de líderes carismáticos han creado un déficit de legitimidad de los regímenes existentes." A su vez, "esta frágil legitimidad constituye un obstáculo mayor para un crecimiento sustancial a escala mundial de las regulaciones necesarias para asegurar una vida decente para todos en un mundo globalizado. Las deficiencias y la falta de legitimidad de la gobernanza mundial, por lo tanto, son un impedimento para un refuerzo mutuo.
Según Pierre Calame, "las regulaciones actuales no están a la altura de las interdependencias (...) cualquier iniciativa orientada a fortalecer estas regulaciones no encontrará apoyo popular si la legitimidad de las iniciativas existentes ya está cuestionada. Y así es en efecto: las Naciones Unidas son vistas a menudo como una farsa costosa. Su legitimidad democrática es limitada, obstruida por el derecho de veto de algunos grandes países en el Consejo de Seguridad y la hipocresía del principio "un estado, un voto", que pretende poner en igualdad de condiciones a países como Nepal, Burkina Faso y EE. UU.. La misma crisis de legitimidad afecta al Banco Mundial y al FMI, que se convirtieron en práctica en herramientas de acción de los países ricos sobre los pobres. Se produce una proliferación de reglas internacionales dictadas por autoridades sin cara visible, sin mandato claro, sin instancias identificables para recurrir, lo cual no sólo socava la autoridad y la eficacia de estas normas, sino que también desacredita la pretensión de formular otras más adelante, incluso sobre temas en los que se pueda denunciar la ley de la selva y la proliferación de las injusticias."
Por un lado el problema se centra en la práctica real, especialmente a escala internacional, del marco normativo existente (convenios y leyes), como lo muestra Rolf Künemann. Aunque otras fuentes afirman que incluso algunas instituciones internacionales no respetan por sí mismos la Convención de los Derechos Humanos
Por otro lado, los intentos de conceptualizar y generar nuevos derechos forman parte de un proceso de desarrollo teórico y normativo de la nueva gobernanza mundial que empieza a dibujarse. Un ejemplo entre otros, es el concepto de trabajo decente elaborado por la OIT y el derecho al agua, ampliamente defendido por la sociedad civil
Por último, respecto al desarrollo de propuestas alternativas, el Foro por una Carta de las Responsabilidades Humanas sostiene que el papel jurídico secundario de la noción de responsabilidad supone un grave problema en el marco de un nuevo modelo de organización mundial que se base en el desarrollo sostenible en vez de en el productivismo y el crecimiento agresivos. En este sentido, un fundamento jurídico común debe ser usado para establecer la legitimidad necesaria. El establecimiento de este último puede basarse en tres pilares: la Carta de la ONU, la Declaración Universal de los Derechos Humanos y la Carta de las Responsabilidades Humanas. Esta última sería un documento paralelo y complementario de los anteriores, compuesto por el conjunto de responsabilidades humanas a escala mundial, y sería el resultado de un proceso permanente de redacción participativa abierta a toda la ciudadanía.

## Cumplimiento con el ideal democrático y ejercicio de la ciudadanía
En este segundo principio se sostiene que "hace falta que todos se sientan involucrados en el destino común, lo que impediría, por ejemplo, desarrollar una tiranía de la mayoría, permitiría un equilibrio entre derechos, poder y responsabilidades, y que ningún poder sea ejercido sin control".
La sociedad civil ha comprendido esta necesidad y ha trabajado durante años para dar voz a los ciudadanos. Según Vía Campesina "Escuchar la voz de la ciudadanía es la forma más segura de responder a sus necesidades. Y es la satisfacción de estas necesidades la que debe constituir el fundamento básico de la organización de la gobernanza mundial. El ejercicio de la ciudadanía, por lo tanto, es una condición necesaria para la creación de cualquier nuevo modelo de gestión planetaria."
La reforma de la gobernanza mundial en este sentido es inseparable de una reforma general de los aparatos de gobierno y del sector público, que, entre otras cosas, daría a la participación ciudadana una preponderancia en el proceso de toma de decisiones. La amplia revitalización de la democracia participativa que tuvo lugar durante las últimas décadas (participativo presupuesto participativo conferencias de ciudadanos, etc.) incluye también propuestas para lograr que la participación ciudadana sea el elemento fundamental en la toma de decisiones de las administraciones públicas. He aquí dos ejemplos: Iniciativa Ciudadana para la Cultura del Diálogo; la participación ciudadana en el proceso de reforma del Estado, y, Sire-Marin, Evelyne; Martelli, Roger; La république nouvelle sera démocratique et sociale

## Competencia y eficacia
Según este tercer principio, "el diseño de las instituciones públicas y privadas, su modo de funcionamiento y las personas que hacen que éstas funcionen, deben demostrar su pertinencia, su competencia, su capacidad para responder eficazmente a las necesidades de la sociedad en su diversidad".
En este sentido, por falta de una forma de organización política de la comunidad mundial que sea coherente, responsable, eficiente y legítima, la lógica del mercado domina las relaciones internacionales y da lugar a una gobernanza mundial anárquica, irresponsable, ineficaz desde el punto de vista de la satisfacción de las necesidades sociales, y, por tanto, ilegítima desde un punto de vista político.